# Thyra Glücksburg (księżna Hanoweru i Cumberland)
Thyra Amelia Karolina Charlotta Anna Schleswig-Holstein-Sonderburg-Glücksburg (ur. 29 września 1853, zm. 26 lutego 1933) – duńska księżniczka, księżna Hanoweru i Cumberland, Teviotdale i Brunszwiku-Lüneburga. Najmłodsza córka Christiana IX (1818–1906) i królowej Luizy z Hessji-Kassel (1817–1898).

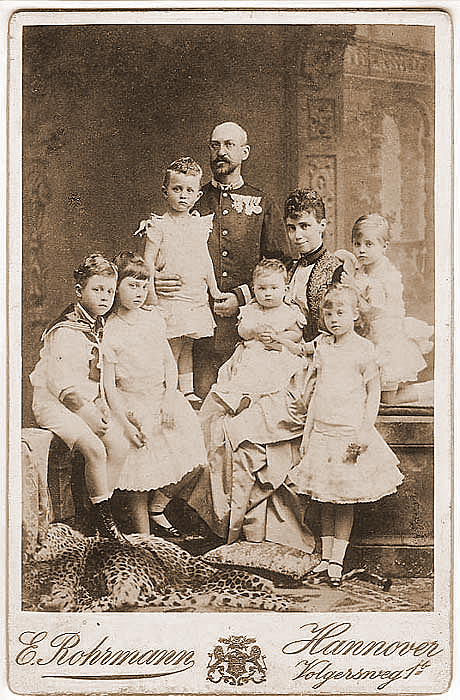
Księżniczka Thyra z mężem i dziećmi.

Thyra była siostrą króla Danii, Fryderyka VIII, królowej Wielkiej Brytanii, Aleksandry, króla Grecji, Jerzego I i cesarzowej Rosji, Dagmary znanej jako Maria Fiodorowna.
Przed ślubem księżna była zakochana w Vilhelmie Frimann Marcher, poruczniku w kawalerii, z którym zaszła w ciążę. Jej brat, Jerzy I zasugerował, żeby urodziła dziecko w Atenach, aby uniknąć skandalu. Duńska prasa została zaś poinformowana, że księżniczka cierpi na żółtaczkę. 8 listopada 1871 Thyra urodziła dziewczynkę:
- Marie Katharina (Kate) (1871–1964), adoptowaną przez Rasmusa i Anne Marie Jørgensen z Odense.

Marcher popełnił samobójstwo 4 stycznia 1872.
22 grudnia 1878, w Kopenhadze poślubiła następcę tronu  hanowerskiego, Ernesta Augusta, księcia Cumberland (21 września 1845 - 14 listopada 1923). Thyra miała z mężem sześcioro dzieci:
- Marie Louise, (1879–1948);
- Georg Wilhelm, (1880–1912);
- Alexandra, (1882–1963);
- Olga, (1884–1958);
- Christian, (1885–1901);
- Ernest August, (1887–1953).